# Bosque mixto de Europa central
El bosque mixto de Europa central es una ecorregión de la ecozona paleártica, definida por WWF, que se extiende por las tierras bajas del noreste de Europa Central.

## Descripción

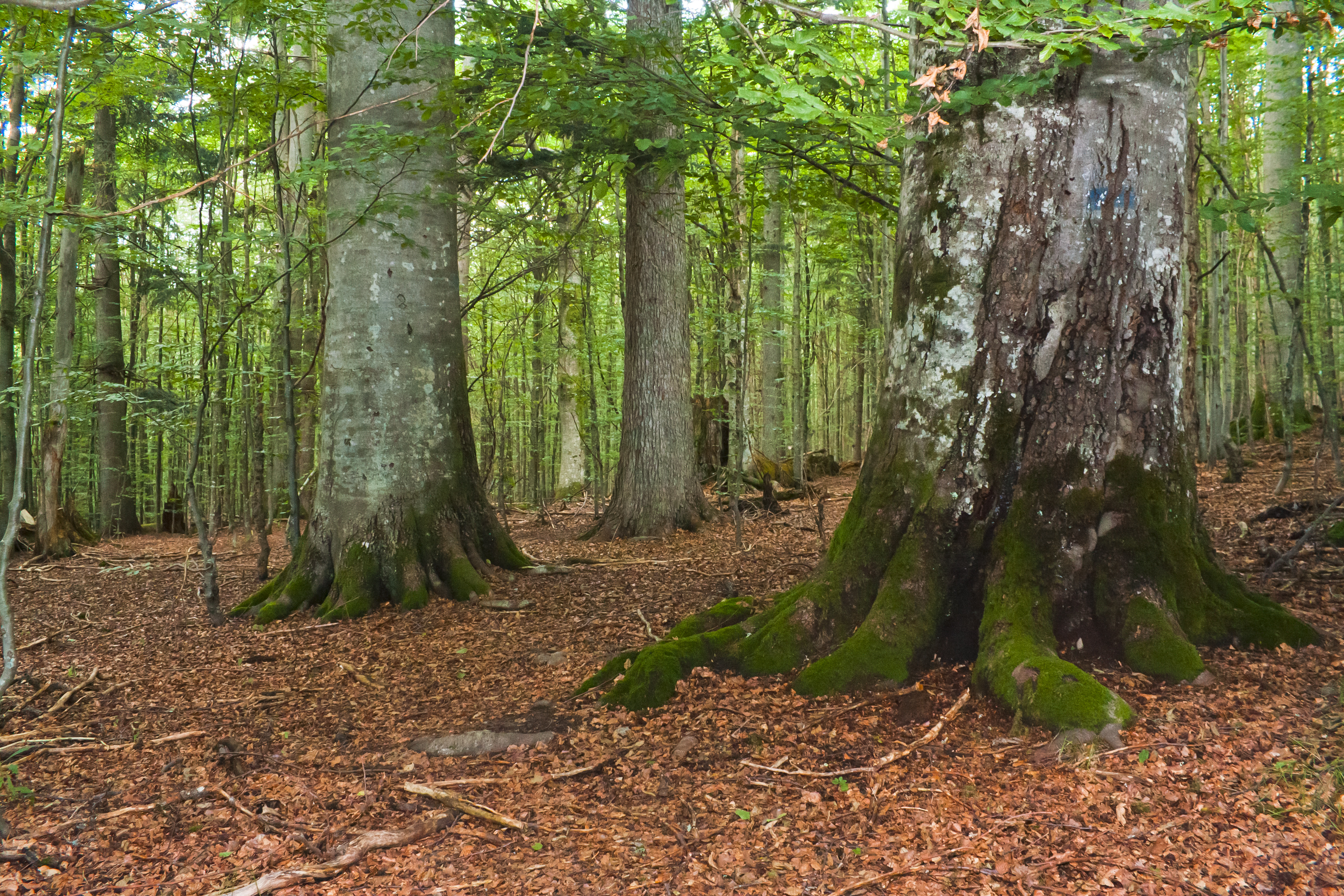
Bayerischer Wald - Mittelsteighütte 002

Es una ecorregión de bosque templado de frondosas que ocupa 731 200 kilómetros cuadrados a lo largo de las llanuras de Europa Central, en el este de Alemania, parte de la República Checa y Austria, la mayor parte de Polonia, el sur de Lituania y de Bielorrusia, el noroeste de Ucrania, el norte de Moldavia, partes del noreste y el centro de Rumania, el enclave ruso de Kaliningrado y la zona fronteriza de este último país con Ucrania y Bielorrusia.

## Flora
Aunque el bosque mixto de frondosas y el bosque de coníferas son dominantes, también se encuentran muchas plantas boreales y termófilas.

## Fauna
La reserva del bosque de Bialowieza alberga una de las últimas manadas de bisonte europeo (Bison bonasus). También están presentes el lince boreal (Lynx lynx), el pigargo europeo (Haliaeetus albicilla), el águila moteada (Aquila clanga) y el gallo lira (Lyrurus tetrix).

## Estado de conservación
En peligro crítico. Gran parte de la ecorregión se ha convertido en terreno agrícola y zonas urbanas.